# هارلي كوين (مسلسل)
هارلي كوين (بالإنجليزية: Harley Quinn )‏ هو مسلسل رسوم متحركة كوميديا سوداء أمريكي مبني على شخصية لكرتون نتورك تحمل نفس الاسم. شارك في المسلسل كالي كوكو، ليك بيل، توني هايل وجيسون ألكسندر. صدر الموسم الأول في 29 نوفمبر 2019 على كرتون نتورك ومنصة ماكس.

## روابط خارجية
هارلي كوين (مسلسل) على موقع IMDb (الإنجليزية)
- هارلي كوين (مسلسل) على موقع ميتاكريتيك (الإنجليزية)
- هارلي كوين (مسلسل) على موقع روتن توميتوز (الإنجليزية)
- هارلي كوين (مسلسل) على موقع فيلمافينيتي (الإسبانية)
- هارلي كوين (مسلسل) على موقع كينوبويسك (الروسية)
- هارلي كوين (مسلسل) على موقع ألو سيني (الفرنسية)
- هارلي كوين (مسلسل) على موقع قاعدة بيانات الفيلم (الإنجليزية)